# Campeonato sanmarinense 2012-13
El Campeonato sanmarinense de fútbol 2012/13 fue la 28.ª edición de la competición. Participaron 15 equipos, ya que no hay ascensos ni descensos. Comenzó el 14 de septiembre de 2012 y finalizó el 27 de mayo de 2013. SP Tre Penne conquistó su 2º título en la competición.

## Equipos participantes
| Club                | Ciudad         |
| ------------------- | -------------- |
| AC Juvenes/Dogana   | Serravalle     |
| AC Libertas         | Borgo Maggiore |
| FC Domagnano        | Domagnano      |
| FC Fiorentino       | Fiorentino     |
| SC Faetano          | Faetano        |
| SP Cailungo         | Borgo Maggiore |
| SP La Fiorita       | Montegiardino  |
| SP Tre Fiori        | Fiorentino     |
| SP Tre Penne        | Serravalle     |
| SS Cosmos           | Serravalle     |
| SS Folgore/Falciano | Serravalle     |
| SS Murata           | San Marino     |
| SS Pennarossa       | Chiesanuova    |
| SS San Giovanni     | Borgo Maggiore |
| SS Virtus           | Acquaviva      |

## Fase regular

### Grupo A
| Pos. | Equipo         | PJ | PG | PE | PP | GF | GC | DG  | Pts. |                               |
| ---- | -------------- | -- | -- | -- | -- | -- | -- | --- | ---- | ----------------------------- |
| 1    | Libertas       | 20 | 13 | 6  | 1  | 36 | 13 | +23 | 45   | Clasificación a los Play-offs |
| 2    | La Fiorita     | 20 | 13 | 3  | 4  | 35 | 21 | +14 | 42   | Clasificación a los Play-offs |
| 3    | Murata         | 20 | 11 | 3  | 6  | 31 | 19 | +12 | 36   | Clasificación a los Play-offs |
| 4    | Cailungo       | 20 | 6  | 5  | 9  | 30 | 37 | −7  | 23   |                               |
| 5    | Faetano        | 20 | 5  | 6  | 9  | 20 | 26 | −6  | 21   |                               |
| 6    | Juvenes/Dogana | 20 | 5  | 3  | 12 | 24 | 36 | −12 | 18   |                               |
| 7    | Virtus         | 20 | 3  | 3  | 14 | 15 | 35 | −20 | 12   |                               |

### Grupo B
| Pos. | Equipo       | PJ | PG | PE | PP | GF | GC | DG  | Pts. |                               |
| ---- | ------------ | -- | -- | -- | -- | -- | -- | --- | ---- | ----------------------------- |
| 1    | Folgore      | 21 | 10 | 9  | 2  | 25 | 17 | +8  | 39   | Clasificación a los Play-offs |
| 2    | Tre Penne    | 21 | 11 | 2  | 8  | 25 | 18 | +7  | 35   | Clasificación a los Play-offs |
| 3    | Cosmos       | 21 | 9  | 8  | 4  | 27 | 19 | +8  | 35   | Clasificación a los Play-offs |
| 4    | Fiorentino   | 21 | 7  | 8  | 6  | 36 | 26 | +10 | 29   |                               |
| 5    | San Giovanni | 21 | 6  | 9  | 6  | 35 | 39 | −4  | 27   |                               |
| 6    | Domagnano    | 21 | 5  | 8  | 8  | 24 | 30 | −6  | 23   |                               |
| 7    | Pennarossa   | 21 | 5  | 5  | 11 | 23 | 38 | −15 | 20   |                               |
| 8    | Tre Fiori    | 21 | 5  | 2  | 14 | 22 | 34 | −12 | 17   |                               |

## Play-offs de campeonato

### Primera ronda
| Fecha             | Estadio                          | Local      | Marcador       | Visita |
| ----------------- | -------------------------------- | ---------- | -------------- | ------ |
| 6 de mayo de 2013 | Campo di Fiorentino              | La Fiorita | 1-1 (6-5 pen.) | Cosmos |
| 6 de mayo de 2013 | Campo sportivo di Fonte dell'Ovo | Tre Penne  | 1-2 (pro.)     | Murata |

### Segunda ronda
| Fecha              | Estadio                          | Local      | Marcador       | Visita    |
| ------------------ | -------------------------------- | ---------- | -------------- | --------- |
| 10 de mayo de 2013 | Campo sportivo di Fonte dell'Ovo | La Fiorita | 1-1 (5-3 pen.) | Murata    |
| 11 de mayo de 2013 | Campo di Fiorentino              | Cosmos     | 0-0 (3-4 pen.) | Tre Penne |

### Tercera ronda
| Fecha              | Estadio                          | Local     | Marcador | Visita  |
| ------------------ | -------------------------------- | --------- | -------- | ------- |
| 13 de mayo de 2013 | Campo sportivo di Fonte dell'Ovo | Libertas  | 2-0      | Folgore |
| 14 de mayo de 2013 | Campo sportivo di Fonte dell'Ovo | Tre Penne | 2-0      | Murata  |

### Cuarta ronda
| Fecha              | Estadio                          | Local     | Marcador | Visita     |
| ------------------ | -------------------------------- | --------- | -------- | ---------- |
| 17 de mayo de 2013 | Campo sportivo di Fonte dell'Ovo | Libertas  | 1-0      | La Fiorita |
| 18 de mayo de 2013 | Campo di Fiorentino              | Tre Penne | 2-0      | Folgore    |

### Semifinal
| Fecha              | Estadio                          | Local     | Marcador | Visita     |
| ------------------ | -------------------------------- | --------- | -------- | ---------- |
| 23 de mayo de 2013 | Campo sportivo di Fonte dell'Ovo | Tre Penne | 1-0      | La Fiorita |

### Final
| 27 de mayo de 2013 | Libertas | 0-0 (3-5 p.) | Tre Penne | Estadio Olímpico, Serravalle |  |
| 21:15              |          | Reporte      |           |                              |  |

## Goleadores
| Posición | Jugador          | Club         | Goles |
| -------- | ---------------- | ------------ | ----- |
| 1        | Denis Iencinella | Fiorentino   | 17    |
| 2        | Alberto Cannini  | Tre Fiori    | 17    |
| 3        | Franklin         | Domagnano    | 11    |
| 4        | Valentin Grigore | Cosmos       | 10    |
|          | Marco Ugolini    | San Giovanni | 10    |
|          | Enrico Cibelli   | Tre Penne    | 10    |
|          | Giorgio Mariotti | San Giovanni | 10    |